# اوک گروو (آلاباما)
اوک گروو (به انگلیسی: Oak Grove) شهری در شهرستان تالادیگا ایالت آلاباما است که مساحت آن ۴٫۶۱ کیلومتر مربع است و در سرشماری سال ۲۰۱۰ میلادی، ۵۲۸ نفر جمعیت داشته و تراکم جمعیتی آن، ۱۱۴٫۵۳ نفر در هر کیلومتر مربع بوده است.